# Düdjom rinpoche
Düdjom rinpoche is de titel van een tulku-linie in de nyingmaschool in het Tibetaans boeddhisme.

## Lijst van düdjom rinpoches
1. Düdjom Lingpa (1835-1904)
2. Jigdral Yeshe Dorje (1904-1987)
3. Sangye Pema Yerpa (sinds 1990)